# GIGS 2006 evolution
『GIGS 2006 evolution』（ギグズ・ニセンロク・エヴォリューション）は、奥井雅美のライブ映像作品である。
2007年10月1日にevolution/ドワンゴ・エージー・エンタテインメントよりDVDが発売・販売された通販限定商品である。

## 概要
- 内容は、2006年10月22日に行われた奥井雅美 World tour 2006 evolutionの東京公演の模様を収録したものである。またBonus Trackとして奥井自身初の単独海外公演となった上海公演の模様をダイジェストで収録している。
- 本作はevolutionのオフィシャルHPにてのみ購入可能な通販限定商品である。また奥井のライブツアーの物販でも販売されている。
- 実際に演奏された曲のうち、「空にかける橋」、「あの日の午後」がカットされている。
- Bonus Trackの上海公演のダイジェストは、キッズステーションで2006年末に放送された特別番組からの抜粋である。
- ライブ開始時の奥井の衣装は、アルバム「evolution」のジャケットに描かれた”ANGEL”を模したものである。この衣装は後にJAM Projectのライブツアー"JAM Project Hurricane Tour 2009 Gate of the Future"でも使用された。

## 演奏会場
- Shibuya O-East （2006年10月22日）
- 上海 新天地ARK （2006年11月4日）

## 収録内容
DISC-1
1. SOLDIER〜Love Battlefield〜
2. zero-G-
3. SUBLIMINAL
4. INTRODUCTION
5. SECOND IMPACT
6. TURNING POINT
7. 不知火
8. 太陽の花
9. 射手座の月の衣に
10. SOUL MATE

DISC-2
1. WILD SPICE
2. 牙 〜タスク〜
3. 虹のように
4. 朱-AKA-
5. 乙女心無限
6. Shuffle

　アンコール1
1. Key

　アンコール2
1. 輪舞-revolution
2. God Speed

　Bonus Track
1. 奥井雅美 World tour evolution in 上海

## 参加ミュージシャン
- ドラム：RYOHEI
- ベース：IKUO
- ギター：MACARONI☆
- ギター：ko-zy
- キーボード：JUN
- ダンサー：YUKO
- ダンサー：YUMI